# Vila Cova à Coelheira (Seia)
Vila Cova à Coelheira é uma povoação portuguesa sede da Freguesia de Vila Cova à Coelheira do Município de Seia, freguesia com 10,0 km² de área e 355 habitantes (censo de 2021), tendo, por isso, uma densidade populacional de 35,5 hab./km².

## História
Vila Cova à Coelheira é uma freguesia muito antiga do Município de Seia. Está situada na margem direita do Rio Alva, num enorme covão, rodeada de altas vertentes quase na totalidade. Embora esteja situada numa zona de serra, os campos são muito férteis, o que faz com que tanto a agricultura como a pastorícia tenham ainda hoje uma certa importância para a economia da Freguesia. A floresta que a circunda, sendo composta essencialmente por pinheiro, também tem uma parte significativa nessa economia devido à produção de resina e madeira.
Além dos campos férteis e da floresta, esta zona é muito rica em volfrâmio e estanho, o que fez com que fosse sempre muito procurada por diversos povos. A sua história terá começado numa época remota, muito anterior à romanização conforme o atestam alguns achados arqueológicos recentes. A referência mais antiga que se conhece, sobre Vila Cova, data de 1138. Existe uma outra referência, feita numa carta de venda, de 1169. Também D. Afonso Henriques se lhe refere numa Carta de Doação. Outra indicação da sua antiguidade, é sem dúvida o culto de São Mamede, que já existia antes da nacionalidade.
No século XIII, Vila Cova ainda era pertença da paróquia de Santa Maria de Seia, mas mais tarde, devido a um incidente com uns clérigos da Igreja de Seia, a povoação passou em testamento para Santa Cruz de Coimbra. Ainda antes do século XIV tornou-se um concelho medieval com uma certa importância. Com a reforma administrativa operada pelo Decreto de 6 de Novembro de 1836 o concelho foi extinto, juntamente com mais onze. Passou a pertencer a Sandomil e depois da extinção deste, pelo Decreto de 24 de outubro de 1855, passou para o de Seia.
O seu topónimo deriva da situação geográfica e, mais tarde, foi-lhe acrescentado “à Coelheira”, para distinguir esta freguesia de outras “Vilas Covas”.

## Demografia
A população registada nos censos foi:
| Distribuição da População por Grupos Etários | Distribuição da População por Grupos Etários | Distribuição da População por Grupos Etários | Distribuição da População por Grupos Etários | Distribuição da População por Grupos Etários |
| -------------------------------------------- | -------------------------------------------- | -------------------------------------------- | -------------------------------------------- | -------------------------------------------- |
| Ano                                          | 0-14 Anos                                    | 15-24 Anos                                   | 25-64 Anos                                   | > 65 Anos                                    |
| 2001                                         | 73                                           | 91                                           | 295                                          | 115                                          |
| 2011                                         | 46                                           | 40                                           | 219                                          | 99                                           |
| 2021                                         | 33                                           | 35                                           | 174                                          | 113                                          |

## Património
O património cultural da freguesia revê-se na Igreja Matriz, na capela do Santíssimo Sacramento (S. João), na Casa das Obras, na ponte romana, monumento à Imaculada Conceição, monumento ao anjo da guarda, entre outros.

#### Igreja Matriz
Situada à entrada da povoação é de construção recente. Foi concluída após o ano 1909.

#### Ermida de São Mamede
Não se sabe ao certo a data da sua origem, mas há indicação de que é anterior ao Século XIII, data em que Vila Cova pertencia à paróquia de Santa Maria de Seia. O seu culto é anterior à nacionalidade.

#### Capela do Santíssimo Sacramento
Localizada no centro da vila, serviu de Igreja Matriz enquanto se erguia a atual. Existem documentos de 1721 que se referem a esta capela.

#### Ponte Romana
Serve de passagem sobre o rio Alva, que corre na zona sul da localidade. Possui dois arcos ogivais.

#### Casa das Obras
Edifício que data do início do século XIX, mandado construir por um lente de Coimbra chamado Dr. José Pinto Fontes.

#### Nichos ou Alminhas
Existem vários espalhados pela freguesia.

## Praia Fluvial
Localizada na margem esquerda do rio Alva, nos limites do Parque Natural da Serra da Estrela (PNSE), a praia fluvial de Vila Cova à Coelheira situa-se num local com elevada qualidade paisagística, junto à linha de água, cuja beleza e características naturais do local potenciam a utilização do espaço como zona balnear, lazer e recreio.
A praia está vigiada e as suas águas distinguem-se por ter areão no fundo. A zona de banhos é acessível a pessoas com deficiência motora, através de uma rampa localizada a montante do açude e imediatamente após a ponte medieval. De destacar a envolvência da zona balnear, composta por um parque de merendas equipado com mobiliário urbano, e que beneficia da existência de ensombramento natural feito por árvores da espécie bétula, bem como um parque de campismo a jusante da praia.

## Localização
A partir de Seia, seguir em direção a São Romão, pela EN231, até entrar na 1ª rotunda desta vila serrana; aqui podem tomar-se dois caminhos: 
- Na rotunda seguir pela 1ª saída, pela EM512 - Catraia de S. Romão, circular em direção à EN17, no cruzamento seguir à esquerda (EN17) e após cerca de 1 km nesta nacional cortar à esquerda onde surge a placa Vila Cova à Coelheira, seguir pela EM516 até alcançar a aldeia;
- Ou na rotunda seguir pela 2ª saída, pela EN231, circulando em direção à Lapa dos Dinheiros/Valezim/Loriga, até encontrar o cruzamento com a indicação Vila Cova à Coelheira, seguir pela EM516 até alcançar a aldeia.

Em ambas as situações é obrigatório percorrer parte da aldeia até alcançar o cruzamento para a Praia Fluvial (junto ao cemitério).

## Recursos naturais
A freguesia desfruta ainda de outros recursos naturais como a ribeira de Vale de Paus, a ribeirinha e ainda a imponente levada de regadio.

## Instituições culturais
As instituições que enriquecem e valorizam a freguesia são o Rancho Folclorico Estrela d'Alva, Associação Operaria, o grupo coral, a Irmandade de S. Pedro,uma das mais antigas da região. Com mais de 300 anos e existente muito antes de 1697, segundo relatam os documentos.

## Indústria
Na freguesia encontra-se uma fabrica de lanifícios e uma central hidroelétrica.

## Comércio e serviços
Na freguesia encontra-se: Junta de freguesia, Posto de correios, Posto Médico, Centro de solidariedade social, Café-bar da praia fluvial, Café O Joãozinho, Associação Operaria Vila Cova.

## Espaços de desporto e lazer
- Salão paroquial
- Pavilhão gimnodesportivo
- Campo de futebol do Pregal
- Campo de voleibol
- Parque infantil
- Parque de merendas
- Parque de campismo
- Praia fluvial (com canoagem e outros desportos náuticos)
- Bike Park (Downhill)

## Festas e Romarias
- São Sebastião - Julho
- São Mamede (Padroeiro de Vila Cova) - Agosto
- Festival de folclore organizado pelo Rancho Folclórico Estrela d'Alva
- Festa do Emigrante

## Filhos Ilustres
- Domingos Rodrigues (1637-1719) - Cozinheiro d'El rei Pedro II de Portugal e autor do primeiro livro de culinária em língua portuguesa, Arte de Cozinha